# Kościół Wniebowzięcia Najświętszej Maryi Panny w Krynicy-Zdroju
Kościół Wniebowzięcia Najświętszej Maryi Panny – rzymskokatolicki kościół parafialny należący do dekanatu Krynica-Zdrój diecezji tarnowskiej.

## Historia
Świątynia została wzniesiona w latach 1887-1892 według projektu architekta Jana Zawiejskiego. W 1893 Jan Śliwiński ze Lwowa wykonał organy, a w 1895 postawiono przy kościele posąg Chrystusa z krzyżem i napisem Chryste wysłuchaj nas. W 1902 budowla została konsekrowana przez biskupa tarnowskiego Leona Wałęgę. W 1903 poświęcono trzy dzwony (zostały one potem zarekwirowane, a obecne siedem poświęcono w 1953). Parafia została przy kościele erygowana w 1925. W latach 1932–1935 świątynia została rozbudowana i gruntownie przebudowana według projektu architekta Franciszka Mączyńskiego. W 1955 poświęcono bramę do kościoła projektu inż. Antoniego Nowotarskiego, wykonana przez W. Karpiela z Zakopanego. W 1971 świątynia została pomalowana według projektu St. Jakóbczyka z Krakowa. Wykonano też wówczas mozaikowe dekoracje, które projektował ten sam artysta. W latach 1994–1995 i 1998 wykonano różnego rodzaju remonty kościoła.

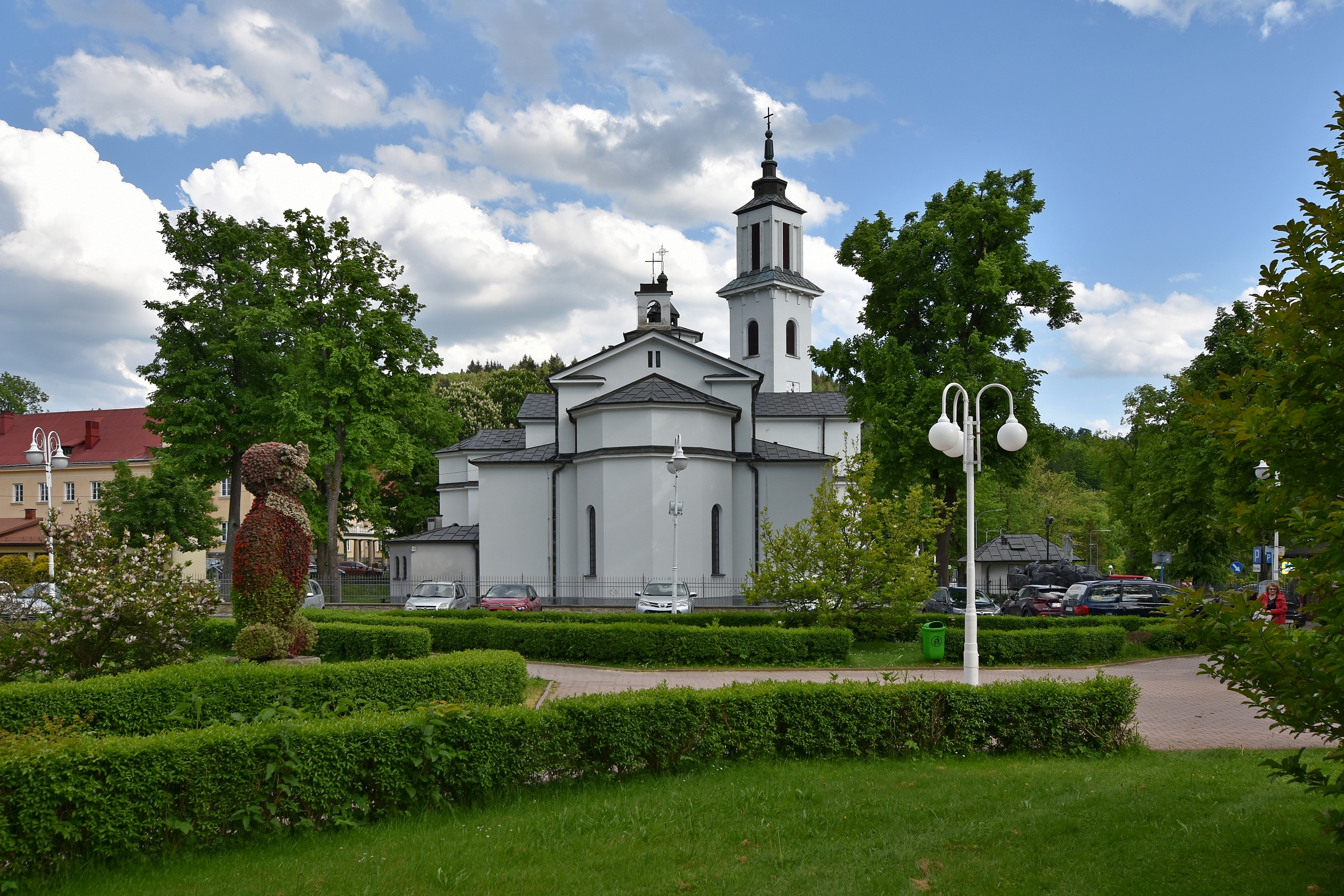
Widok od strony prezbiterium
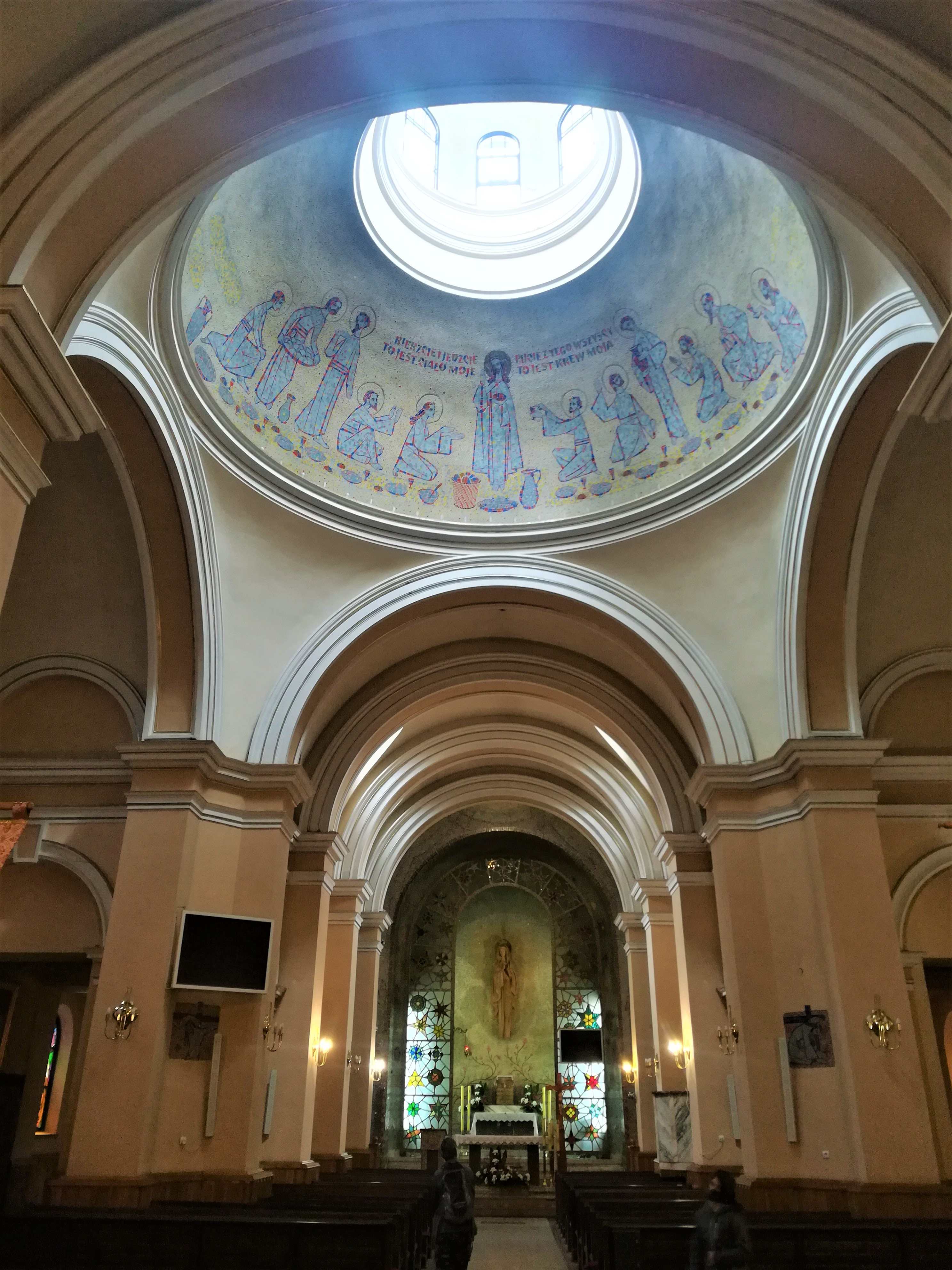
Wnętrze
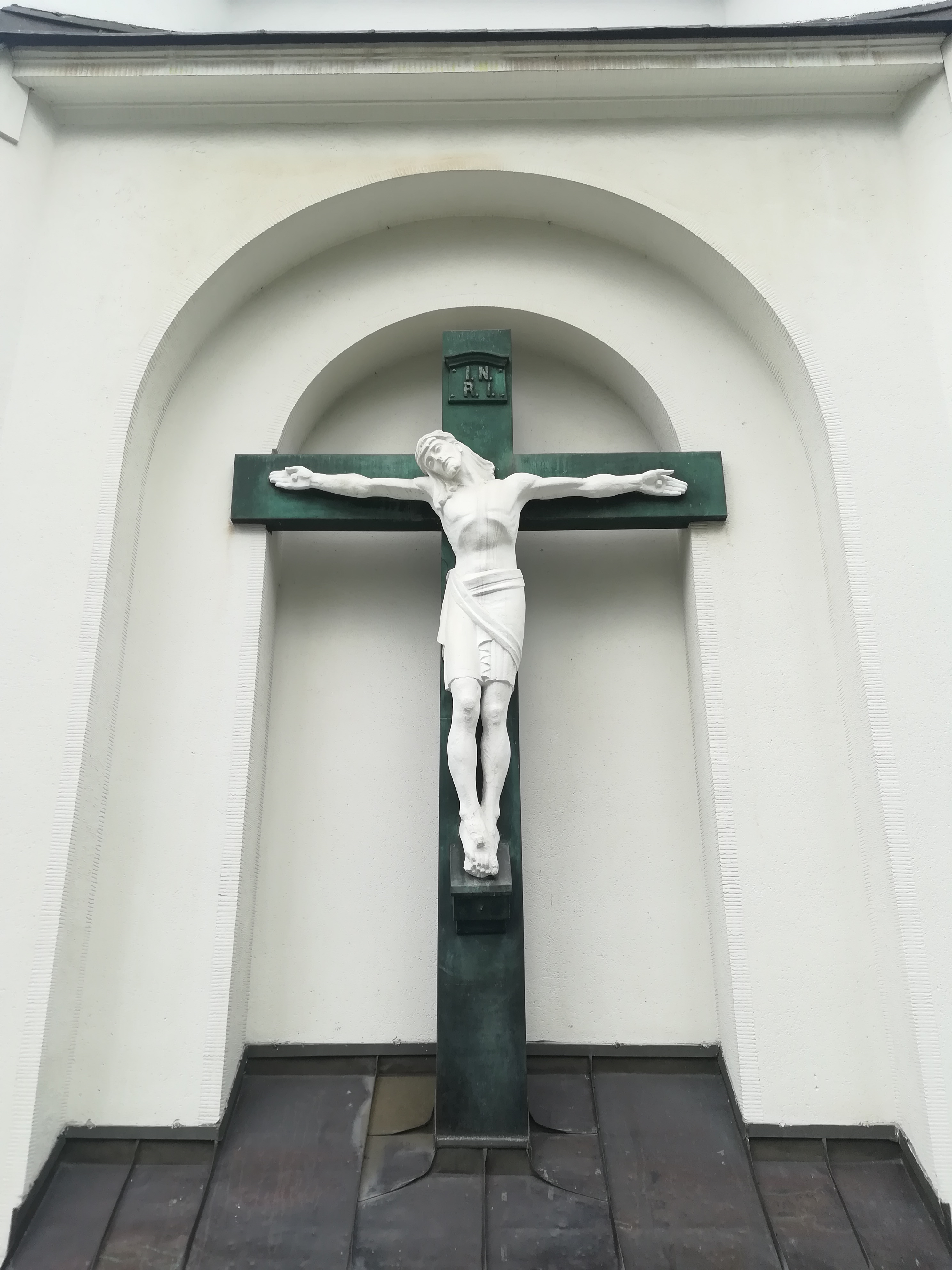
Krucyfiks na elewacji kościoła

## Architektura
Budowla pierwotnie nosiła cechy stylu neorenesansowego, obecnie nie posiada wyraźnych cech stylowych. Świątynia została zbudowana z cegły, kamienia i żelbetu i jest otynkowana. Składa się z korpusu trzynawowego, z nawą poprzeczną będącą pozostałością starej świątyni oraz węższego prezbiterium, po bokach którego są umieszczone dobudówki zakrystyjne. Nad skrzyżowaniem naw znajduje się kopuła. Przy nawie z przodu jest umieszczona wysoka wieża na planie kwadratu, dobudowana ukośnie. Fasada frontowa klasycyzująca jest zwieńczona trójkątnym szczytem. Witraże zostały zaprojektowane przez Bogdanę i Anatola Drwalów i wykonane w Pracowni Witraży Braci Paczków w Krakowie. Dekoracja mozaikowa została zaprojektowana przez Stanisława Jakubczyka: w bębnie kopuły o charakterze figuralnym, na ścianach są umieszczone stacje Drogi Krzyżowej.